# Punk rock
Punk rock (ou simplesmente punk) é um gênero musical que surgiu em meados da década de 1970. Enraizado no rock de garagem e proto-punk dos anos 1960, as bandas punk rejeitaram os excessos percebidos do rock mainstream dos anos 1970. Eles normalmente produziam canções curtas e rápidas com melodias e estilos de canto contundentes, instrumentação simplificada e muitas vezes gritavam letras políticas antissistema. O punk adota uma ética faça-você-mesmo; muitas bandas produzem gravações por conta própria e as distribuem por meio de gravadoras independentes.
O termo "punk rock" foi usado anteriormente pelos críticos de rock americanos no início dos anos 1970 para descrever as bandas de garagem de meados dos anos 1960. Certas bandas de Detroit do final dos anos 1960 e início dos anos 1970, como MC5 e Iggy and the Stooges, e outras bandas de outros lugares criaram músicas fora do mainstream que se tornaram altamente influentes no que estava por vir. O glam rock no Reino Unido e o New York Dolls de Nova York também foram citados como influências importantes. Quando o movimento que agora leva o nome se desenvolveu de 1974 a 1976, artistas incluíram Television, Patti Smith e os Ramones na cidade de Nova York; os Sex Pistols, o Clash, os Damned em Londres, e os Buzzcocks em Manchester. No final de 1976, o punk se tornou um grande fenômeno cultural no Reino Unido. Isso levou a uma cultura punk expressando a rebelião juvenil por meio de estilos distintos de roupas, como camisetas deliberadamente ofensivas, jaquetas de couro, faixas e joias com tachas ou pontas, alfinetes de segurança e roupas bondage.
Em 1977, a influência da música e da cultura punk se espalhou pelo mundo. Ele se enraizou em uma ampla gama de cenas locais que muitas vezes rejeitavam a afiliação com o mainstream. No final dos anos 1970, o punk experimentou uma segunda onda quando novos artistas que não estavam ativos durante seus anos de formação adotaram o estilo. No início dos anos 1980, subgêneros mais rápidos e agressivos, como hardcore punk (por exemplo, Minor Threat), Oi! (por exemplo, o Exploited) e o anarco-punk (por exemplo, Crass) tornaram-se os modos predominantes do punk rock. Muitos músicos que se identificaram ou se inspiraram no punk rock seguiram outras direções musicais, dando origem a movimentos como o pós-punk, a new wave e o rock alternativo. Seguindo o avanço mainstream do rock alternativo na década de 1990 com o Nirvana, o punk rock viu renovado o interesse das grandes gravadoras e o apelo mainstream com a ascensão das bandas californianas Green Day, Social Distortion, Rancid, The Offspring, Bad Religion e NOFX.

## A história do punk rock

### O início

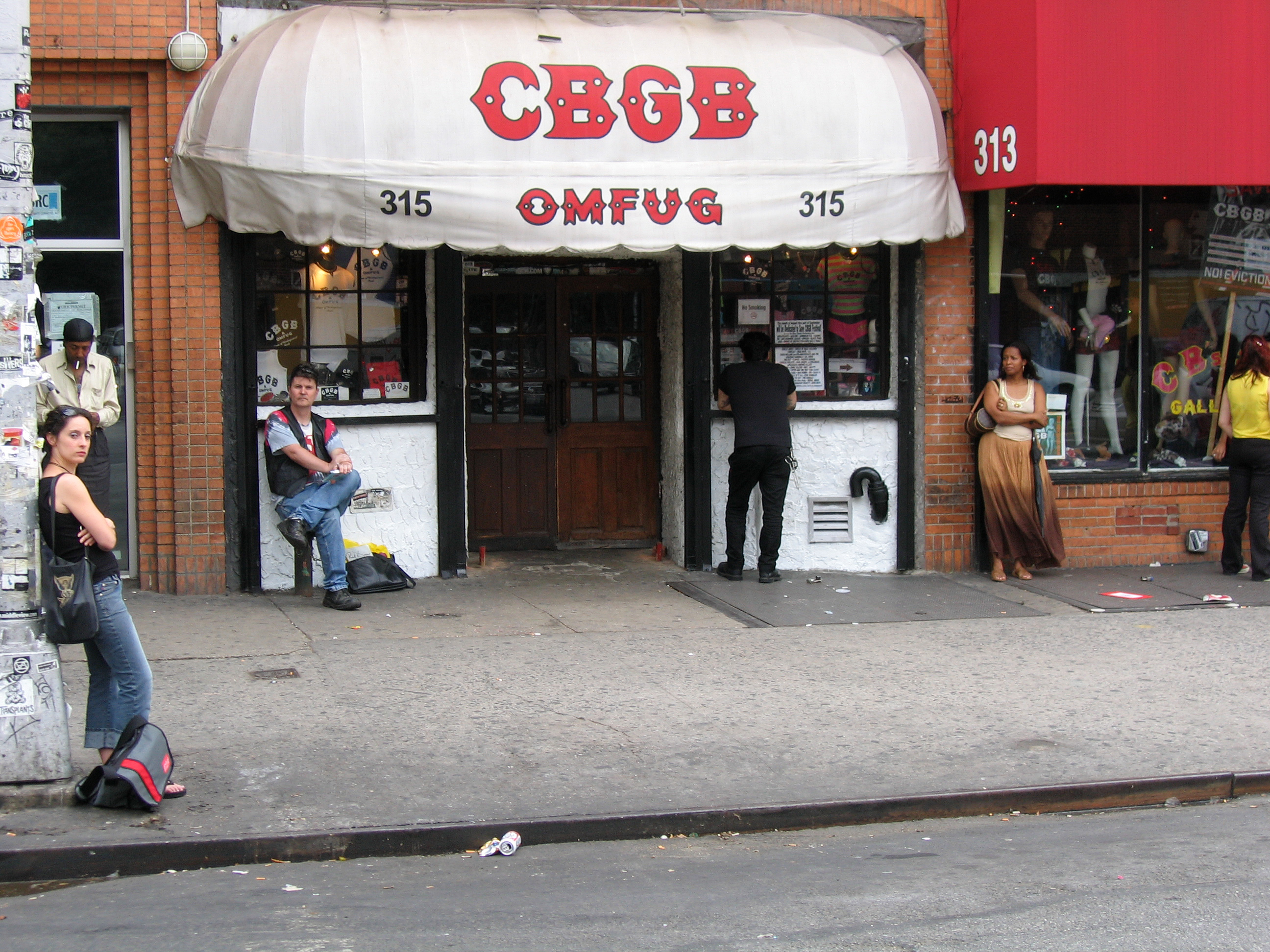
CBGB, casa noturna que é considera por muitos como o berço do punk rock nova iorquino, na qual inúmeras bandas iniciaram a sua carreira.

Punk é um movimento musical e cultural, e também usado para designar as pessoas que seguem esse movimento. Os punks surgiram inicialmente tanto nos Estados Unidos, quanto na Grã-Bretanha, em cenas locais proprias e independentes e alguns anos depois espalharam-se por outros países.
A cultura punk nos EUA surgiu na década de 70, tendo como expoente a banda Ramones, uma banda de rock com um estilo vestir diferente, usando jaquetas de couro estilo motociclista, camiseta branca, calça jeans, tênis, transparecendo uma aparência agressiva, rebeldia, com um estilo musical, moda, e gosto por artes bastante diferentes em comparação aos tradicionais daquela época.
O movimento punk surgiu como um contraponto da ideologia dos hippies, uma reação à não-violência e suas atitudes. Inicialmente era chamado de cultura punk, depois passou para movimento, e depois uma ideologia, onde os jovens seguiam o mesmo lado político, maneira de se vestir, gosto para música, cinema, artes e etc.
O punk rock surgiu em meados da década de 1970, mas já é possível achar bandas que faziam algo bem próximo na década de 1960, como o The Troggs e o The Kinks ingleses (com suas "Wild Thing" e "You Really Got Me", respectivamente). O mesmo espírito sônico animava os Stooges (A ex- banda de Iggy Pop que faziam músicas simples e ruidosas) e o MC5 (primeira banda a juntar agressividade musical com ideias políticas subversivas e drogas, outra característica típica de alguns punks pré-straight edge), ambas as bandas de Detroit e formadas no final dos anos 60. Antes disso, em 1964-1965, o The Trashmen (com sua "Surfin Bird", regravada pelo Ramones), o The Sonics e o The Monks faziam algo muito próximo do punk rock em termos sonoros. Vale a pena citar também o The Velvet Underground, outra banda que influenciou bastante a "primeira geração" punk, principalmente no clássico álbum White Light/White Heat, de 1968.
A cena punk londrina derivou dos Mods, tendo como principal influência musical, o som da banda The Who, em uma cena própria, independente da cena nova iorquina. Os punks londrinos colocaram o movimento em evidência ao tomarem de assalto Londres no final dos anos 70.
Já nos anos 70, mais precisamente em 1971, foi formado o New York Dolls; e em 1974 o The Dictators, que já eram praticamente punk rock, tanto nas atitudes quanto no som, no mesmo ano, em Detroit, surge a banda Death, formada por três irmãos afro-americanos, que apesar de terem gravado, nunca foram lançados. Também são clássicas as gravações de Jonathan Richman com os The Modern Lovers, de Boston, em 1972. Nos anos 70, começaram a surgir várias bandas em Detroit e Nova Iorque que tocavam em bares. Destes bares, destacava-se o CBGB, lugar onde inicialmente o Television fazia seus shows, atraindo a atenção dos locais e propiciando uma cena onde iriam se reunir Ramones, Patti Smith, Talking Heads, Richard Hell and the Voidoids, Johnny Thunders and the Heartbreakers, The Dictators, The Cramps, Blondie, Dead Boys e muitas outras.
Começava então a surgir, desse pequeno grupo de bandas, algumas conhecidas como bandas de protopunk, o movimento punk.

### 1977: A explosão do punk rock inglês

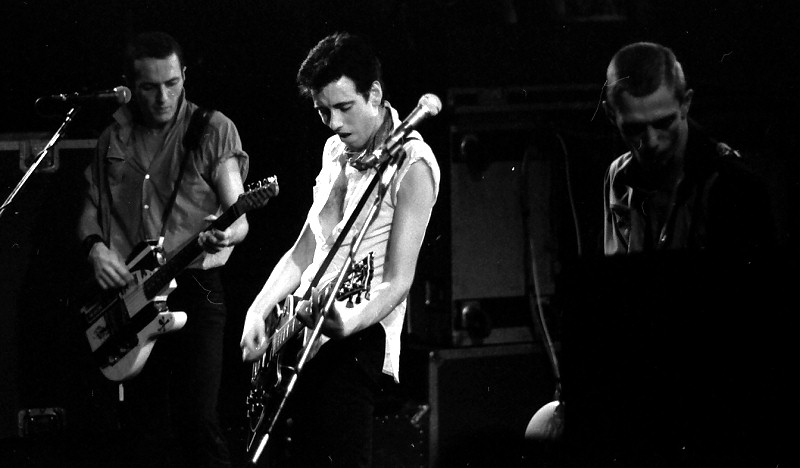
The Clash em Oslo, 1980.

Uma pessoa presente àquelas sessões do CBGB era o empresário do New York Dolls, Malcolm McLaren (também empresário dos Sex Pistols), que tentou passar o visual da banda de travestidos para comunistas sem sucesso. Malcolm ficou particularmente impressionado com a figura de Richard Hell, que sempre andava rasgado quando subia ao palco. Em 1976, os Ramones lançaram seu primeiro disco nos Estados Unidos, auto-intitulado, pela Sire Records. O disco tinha 14 músicas e 29 minutos de duração. As músicas e as letras eram simplíssimas, e a velocidade das músicas era apavorante para aquela época. O álbum recebeu poucas (porém boas) críticas e acabou não sendo grande sucesso de vendas por lá.
Na Inglaterra o álbum foi muito bem recebido pelos jovens, que acabou dando numa turnê em Julho de 1976. Também voltaria à ilha o empresário da boutique londrina Sex, Malcolm McLaren, trazendo as subversivas ideias do som e da imagem do punk, que seriam potencializadas por sua esposa Vivienne Westwood. Foi na Sex que ele conheceu os jovens integrantes do Sex Pistols. Da ideia ao fato foi um pequeno intervalo; e a visibilidade dos ultrajes do Sex Pistols deram margem à formação de diversas bandas por onde passavam. Dentre estas bandas estavam os The Damned, Buzzcocks e o The Clash, entre inúmeras outras. Mesmo o embrião do Joy Division foi formado após um show deles em Manchester.

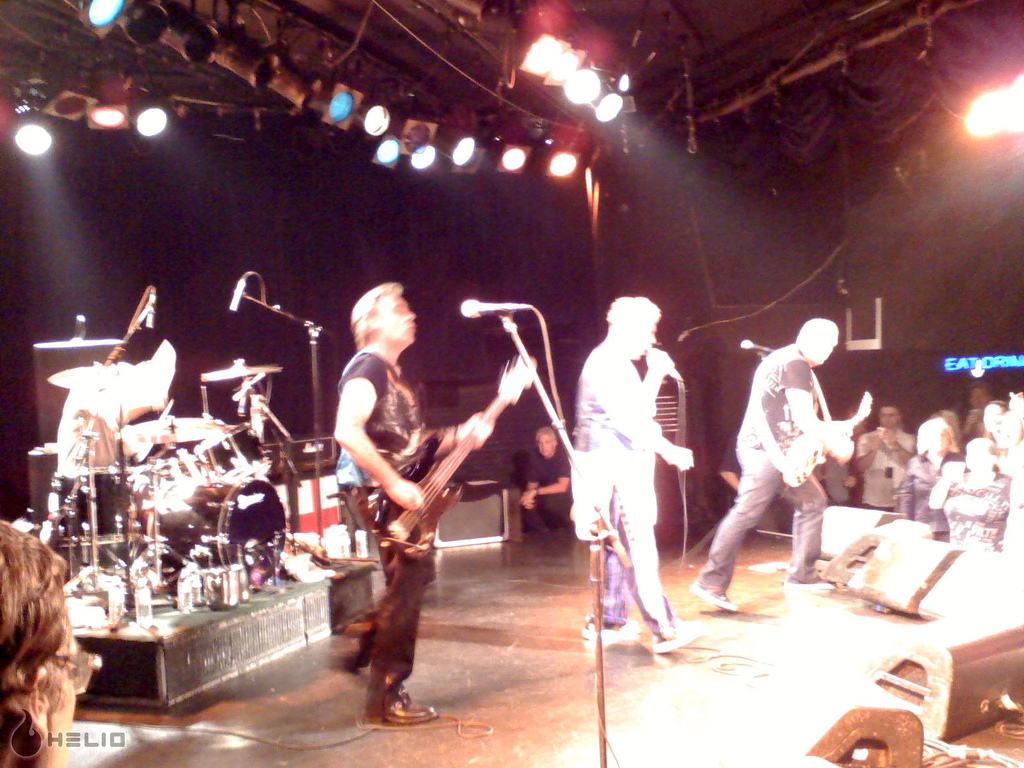
Sex Pistols, durante uma reunião em 2007.

1977 foi o ano mais marcante da história do punk rock. Saíram inúmeros compactos, surgiam inúmeras bandas (principalmente na Inglaterra e na Irlanda). Também foi o ano em que saiu o primeiro disco do The Clash (The Clash), Damned, Damned, Damned do The Damned, Spiral Scratch do Buzzcocks, Never Mind the Bollocks do Sex Pistols, Leave Home e Rocket to Russia dos Ramones (este último considerado por muitos o melhor disco dos Ramones, com a cover de "Surfin Bird" do Trashmen), Live Kicks (EP gravado ao vivo no The Roxy nightclub em 1977 e lançado em 1979) do U.K. Subs, Pink Flag do Wire, Rattus Norvergicus do Stranglers e vários outros discos marcantes na história do punk. Até mesmo bandas e artistas mais antigos do rock se lançaram em alguns trabalhos: o Queen investiu no gênero, com a música "Sheer Heart Attack", do álbum de 1977 News of The World, ou os The Rolling Stones com a música "Shattered", do álbum Some Girls. Por seu caráter de explosão, em 1978 o punk estava "meio que saindo de moda"; mas isto não impediu em nada que ótimos álbuns fossem lançados e ótimas bandas surgissem. Deste ano são os clássicos Crossing the Red Sea with The Adverts dos Adverts, White Music do XTC e Germ Free Adolescents do X-Ray Spex.

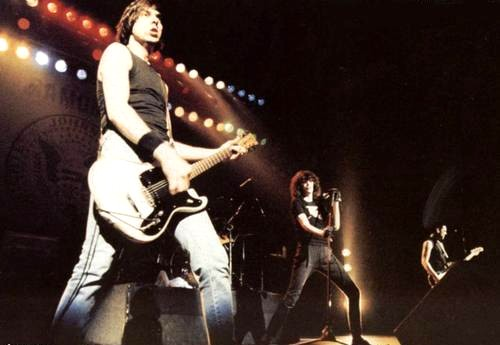
Os Ramones, durante uma apresentação em 1987.

Já em 1979 o punk rock tinha "sumido do mapa". Alguma coisa ainda saiu, como o At the Chelsea Nightclub do The Members, mas maioria das bandas acabava ou então mudava de rumo (a maioria migrava para a new wave, que era uma versão mais "comportada" do estilo e mais comercialmente viável, ou migrava para um pós-punk radical, como foi o caso de John Lydon com o Public Image Ltd.; que lançaria seu Metal Box inspirado em krautrock). Mesmo assim são deste ano os clássicos London Calling do Clash; Another Kind of Blues, o primeiro disco de estúdio do U.K. Subs; o Inflamabble Material do Stiff Little Fingers e o Entertainment! do Gang of Four; enquanto que o hardcore começava a surgir, nos Estados Unidos, numa atitude punk mais politizada e ruidosa ainda, com bandas como o Dead Kennedys. Também neste ano se formava o The Exploited na Escócia.

## Final da década de 1970 e início da década de 1980

### Hardcore punk

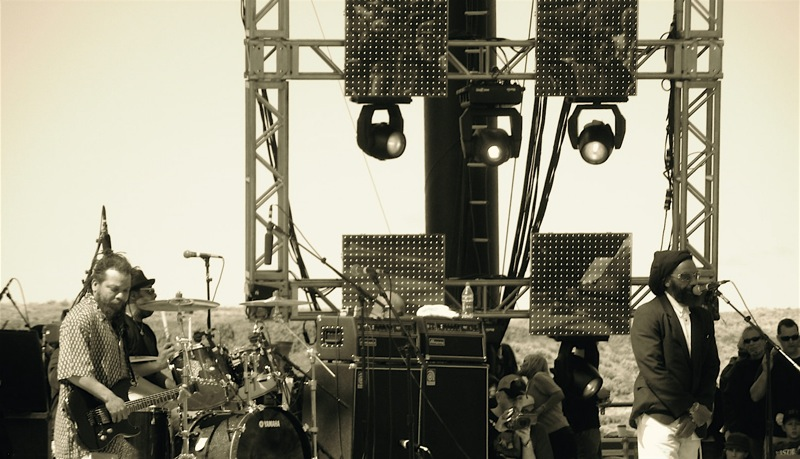
Bad Brains, uma das principais bandas do hardcore americano.

Ainda em 1978 e 1979 começavam a surgir bandas nos Estados Unidos que levavam o punk rock a um nível mais extremo. Faziam canções ainda mais rápidas, com acordes ainda mais básicos e atitudes mais extremas. Dessas bandas, podemos citar o Dead Kennedys, The Germs, Middle Class, Bad Brains, Black Flag (que mais tarde geraria o Circle Jerks, outra banda importantíssima para o hardcore americano) e também o Minor Threat. No Canadá também havia bandas que faziam um som parecido: o D.O.A. e o Subhumans. Estava evidente que essas bandas faziam algo bem diferente do que faziam em 1977 nos países da Europa e que dessas bandas surgiria um novo estilo: o hardcore.
Literalmente o termo significa algo como "núcleo duro" mas, neste caso, seria mais adequada a tradução de algo como "casca grossa". O termo já era usado para designar militantes agressivos, criminosos, ou qualquer versão mais extrema ou exagerada de algo e foi adotada por punks como sinônimo de originalidade e radicalismo.
O estilo do hardcore se caracteriza pela presença de guitarras extremamente distorcidas e músicas extremamente rápidas e barulhentas, às vezes não chegando nem à 1 minuto de duração, negação do esquema "verso/refrão/verso" e pelos temas, que normalmente abrangem críticas político-sociais e temas anti-guerra e anti-violência.
Nos EUA os músicos do hardcore não deram tanta importância ao visual comparados aos punks da geração anterior e aos contemporâneos europeus. Normalmente adotavam cortes de cabelo curtos e roupas mais simples.

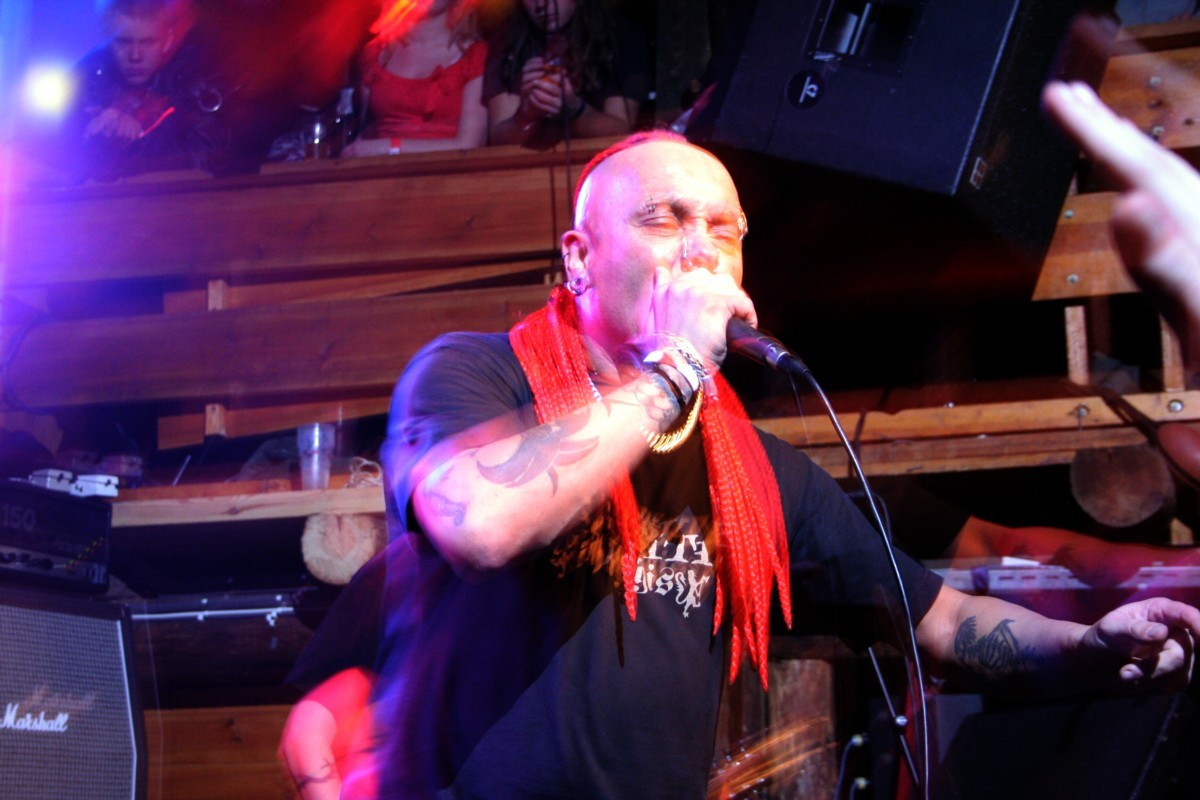
Wattie, vocalista do Exploited, uma das mais populares e mais importantes bandas de hardcore punk e street-punk da Inglaterra.

Na Europa também houve uma versão desse novo movimento que surgia nos EUA. O primeiro disco de hardcore a ser lançado por lá foi o Realities of War, da banda inglesa Discharge. O EP era extremamente brutal em termos sonoros e nunca tinha se ouvido nada do tipo até então. Muitos dos que ouviram tal EP montaram uma banda depois e nos mesmos moldes do Discharge. Dentre estas bandas, podemos citar o Disorder, Varukers, Chaos UK e Chaotic Dischord.
Na Inglaterra ainda havia o Exploited e o G.B.H., porém alguns não consideraram tais bandas como hardcore por terem um som um pouco mais "ortodoxo" e ter mais fidelidade ao punk setentista.
Na Finlândia e na Suécia surgiram inúmeras bandas de punk rock e hardcore durante os anos 80 e a maioria com grandes influências do Discharge. Entre essas bandas estava o Riistetyt, Kaaos, Rattus e o Tervëet Kädet, na Finlândia e o Anti-Cimex, Shitlickers e Crude SS na Suécia. Essas bandas pegavam a base daquilo que foi feito pelo Discharge e levavam o som ainda mais longe, tornando-o muito mais brutal e agressivo.
Ao contrário dos americanos, na Europa radicalizaram mais ainda o visual. O couro (ou qualquer outro material) preto, arrebites e espetos, tomaram conta da indumentária e os cortes de cabelo passaram a ser ainda mais arrepiados e muitas vezes mais longos, em forma de múltiplos cones.
Em outros países europeus como a Alemanha e a Itália também surgiram várias bandas de hardcore nessa época, como o Raw Power e Negazione (italianas) e o Upright Citizens (alemã).
No Brasil o estilo se popularizou rapidamente e logo no início do movimento já existiam bandas de hardcore/punk rock como Olho Seco, Inocentes (apenas na fase inicial), Ratos de Porão, Camisa de Vênus, Plebe Rude, Aborto Elétrico(Com membros do Legião Urbana e Capital Inicial)  e outras. Assim como na Europa, se usava um visual agressivo, com jaquetas e coletes de couro (ou qualquer outro material) preto, arrebites, espetos e cabelos arrepiados; que podiam ser tanto quanto curtos como longos.

### Streetpunk/Oi!

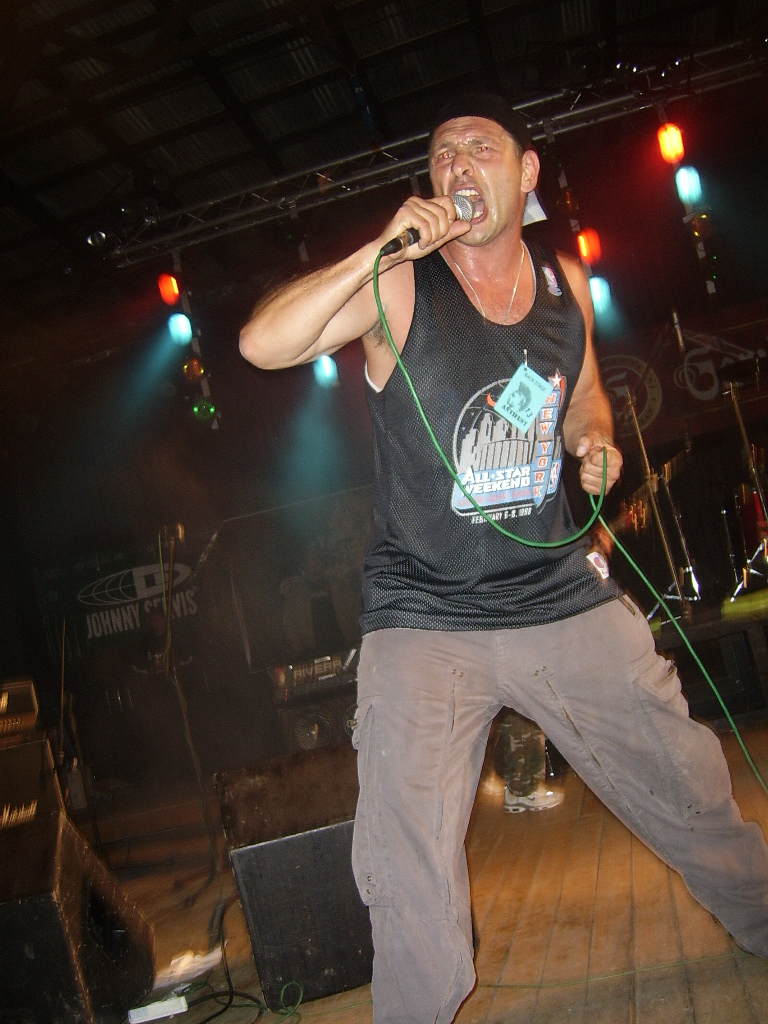
Stinky Turner, vocalista do Cockney Rejects.

Oi! (ou streetpunk) é uma outra variação do punk rock que surgiu nos final dos anos 70 na Inglaterra com bandas como o Sham 69 (considerada como os pais do estilo), Cockney Rejects, Cock Sparrer, The 4-Skins e outras. O Streetpunk/Oi! era um punk rock vindo dos subúrbios. Tinha como ideal uma revitalização do punk agressivo, realista, das ruas (por isso o nome "street punk", "punk das ruas", se for traduzido para o português), sem a comercialização e a suavização da new wave. O termo Oi! foi originado no início da década de 1980 pelo jornalista britânico Garry Bushell para designar o streetpunk, termo este retirado da música dos Cockney Rejects "Oi! Oi! Oi!". Porém antes disso, no final da década de 1970, a subcultura já existia, liderada por diversas bandas na Europa.
O Streetpunk/Oi! foi associado ao fascismo e ao neonazismo, pois muitos skinheads neonazistas ouviam esse tipo de som e iam aos shows de bandas do estilo. Porém várias bandas iniciais do estilo, como Cockney Rejects, Sham 69, The Oppressed, The Redskins, dentre outras, se declararam publicamente contra esta associação.
Stinky Turner, vocalista do Cockney Rejects, em sua autobiografia, descreve um incidente em que os membros da banda e seus roadies se envolveram em uma briga contra membros do British Movement num dos primeiros shows do Cockney Rejects. E o Sham 69, durante um tempo, parou de tocar ao vivo depois que um concerto em 1978 no Middlesex Polytechnic foi interrompido por skinheads neonazistas simpatizantes do National Front que quebraram o palco.
Com o passar do tempo, os skinheads neonazistas se ligaram mais ao RAC do que ao Streetpunk/Oi!.

### Anarco punk

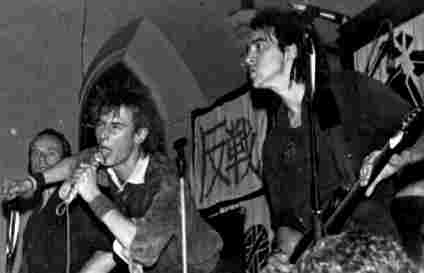
Crass, banda pioneira do anarco-punk.

Anarcopunk é uma vertente do movimento punk que consiste de bandas, grupos e indivíduos que promovem políticas anarquistas, surgiu no fim dos anos 70.
Apesar de nem todos os punks apoiarem o anarquismo, o pensamento tem um papel importante na cultura punk, e o punk teve uma influência significativa no anarquismo contemporário. O termo "anarcopunk" é algumas vezes aplicado exclusivamente a bandas que fizeram parte do movimento anarcopunk original no Reino Unido na década de 1970 e 1980, como Crass, Conflict, Flux of Pink Indians, Subhumans, Poison Girls e Oi Polloi. Alguns utilizam o termo mais amplamente para se referir a qualquer música punk com conteúdo anarquista em sua letra. Essa definição mais ampla inclui bandas crust punk e bandas d-beat como Discharge, e podem incluir bandas de hardcore punk dos Estados Unidos, como MDC, artistas de folk punk como This Bike Is a Pipe Bomb ou artistas em outros subgêneros.
Um crescimento no interesse popular ao anarquismo ocorreu durante os anos 1970 no Reino Unido após o nascimento do punk rock, em particular os gráficos influenciados pelo situacionismo do artista Jamie Reid, que desenhava para os Sex Pistols e o primeiro single da banda, "Anarchy in the UK". No entanto, enquanto que a cena punk inicial adotava imagens anarquistas principalmente por seu valor de choque, a banda Crass pode ter sido a primeira banda punk a expor ideias anarquistas e pacifistas sérias. O conceito do anarcopunk foi pego por bandas como Flux of Pink Indians e Conflict. O cofundador do Crass, Penny Rimbaud, disse que sente que os anarcopunks eram representantes do punk verdadeiro, enquanto que bandas como os Sex Pistols, The Clash e The Damned eram nada mais do que "fantoches da indústria musical".

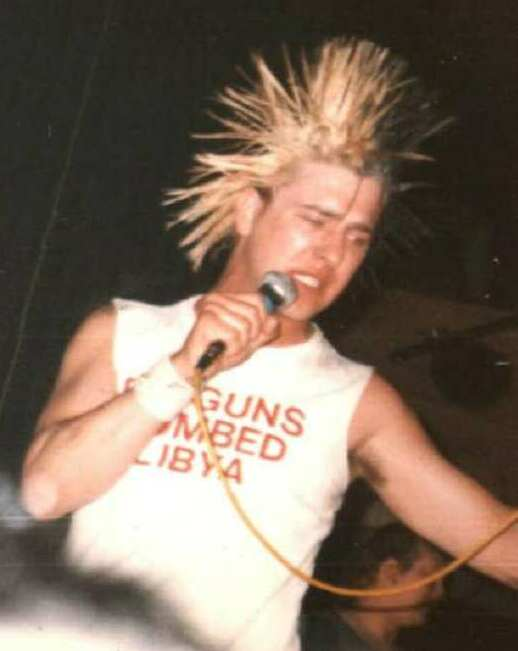
Conflict umas das bandas anarco-punk mais importantes.

Enquanto passavam os anos 1980, dois novos subgêneros da música punk evoluíram do anarcopunk: crust punk e d-beat. O crust punk, e seus pioneiros foram as bandas Antisect, Sacrilege e Amebix. O d-beat eram uma forma de música punk mais bruta e rápida, e foi criada por bandas como Discharge e The Varukers. Um pouco depois, na mesma década, o grindcore desenvolveu-se do anarcopunk. Parecido com o crust punk, porém ainda mais extremo musicalmente (utilizava blast beats e vocais incompreensíveis), seus pioneiros foram Napalm Death e Extreme Noise Terror. Paralelamente ao desenvolvimento desses subgêneros, muitas bandas da cena hardcore punk dos Estados Unidos estavam adotando ideologia anarcopunk, incluindo MDC e Reagan Youth.
Muitas bandas anarcopunk enfatizam uma ética "faça você mesmo" (do it yourself ou DIY em inglês). Um slogan popular do movimento é "DIY not EMI", que em inglês representa uma rejeição a uma grande gravadora (a EMI, no caso). Muitas bandas anarcopunk eram divulgadas na série de LPs Bullshit Detector, lançada pela Crass Records e Resistence Productions entre 1980 e 1994.
Alguns artistas anarcopunk faziam parte da cultura do cassete. Desta maneira, a rota tradicional gravação-distribuição era ignorada, já que as gravações eram feitas para quem enviasse uma fita em branco e um envelope endereçado a si mesmo. O movimento anarcopunk tinha sua própria rede de fanzines punk que disseminavam notícias, ideias e arte da cena. Todas essas fanzines eram DIY, produzindo, no máximo, centenas de unidades, apesar de haver exceções como a Toxic Grafity (sic). As zines eram impressas em fotocopiadoras ou máquinas duplicadoras, e distribuídas à mão em shows punk e por correio. Ainda hoje se pode encontrar diversos exemplares de zines e demais manifestações feitas por anarco-punks.

### Raw punk

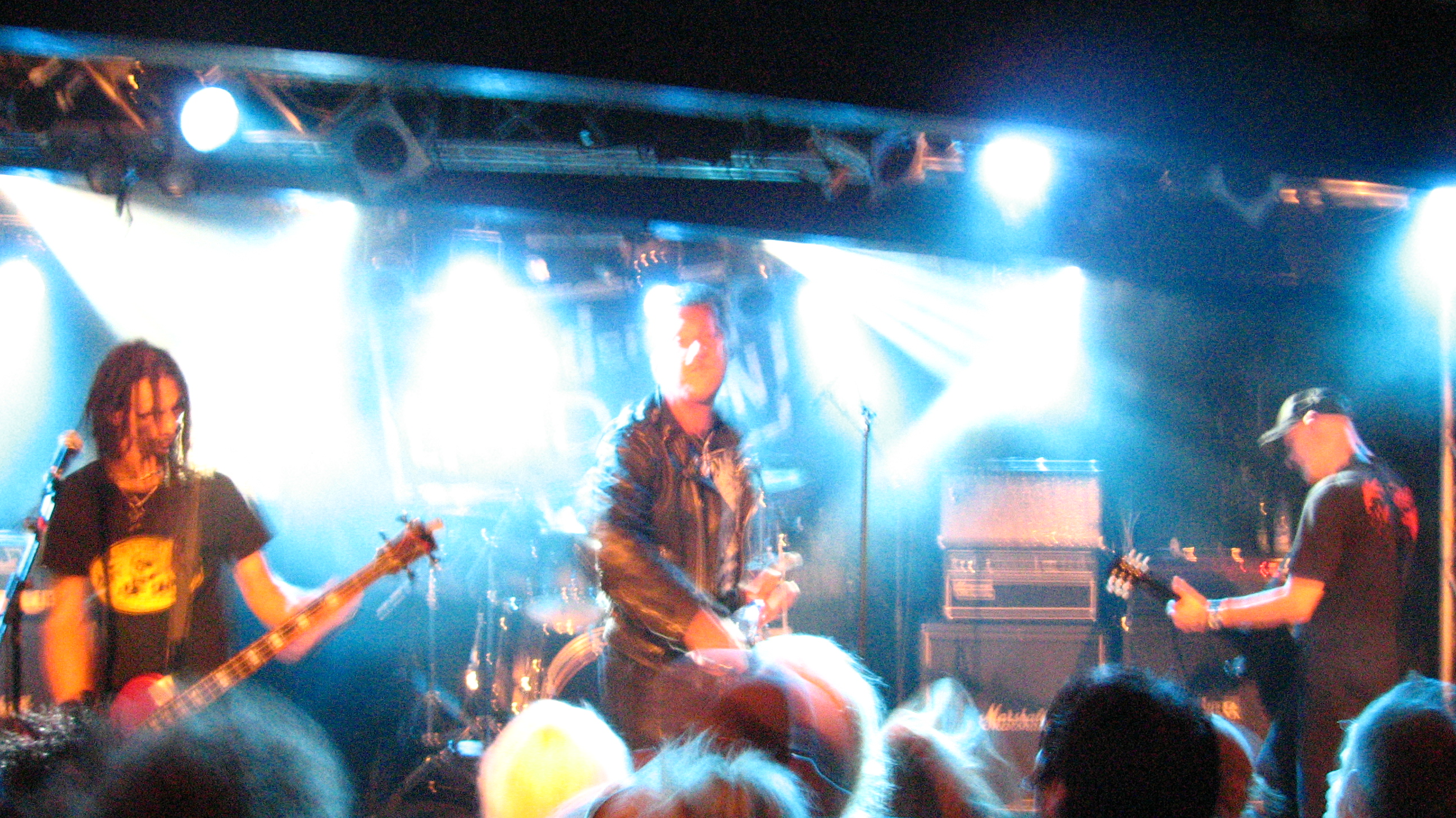
Moderat Likvidation, uma das bandas pioneiras da Suécia.

Raw punk é uma denominação que surgiu em países escandinavos e foi muito usada no início dos anos 80. As bandas do estilo possuíam integrantes que valorizavam muito a cultura punk, usavam visual punk característico, desenvolviam trabalhos que ajudavam a difusão da cultura punk, faziam músicas simples, ou seja, resgatavam tudo da cultura punk de raíz. As letras das bandas retratam os horrores da guerra, ou até mesmo a valorização da cultura punk. A cena raw punk se espalhou em todo o mundo desde a Europa até a América Latina.

### New Wave

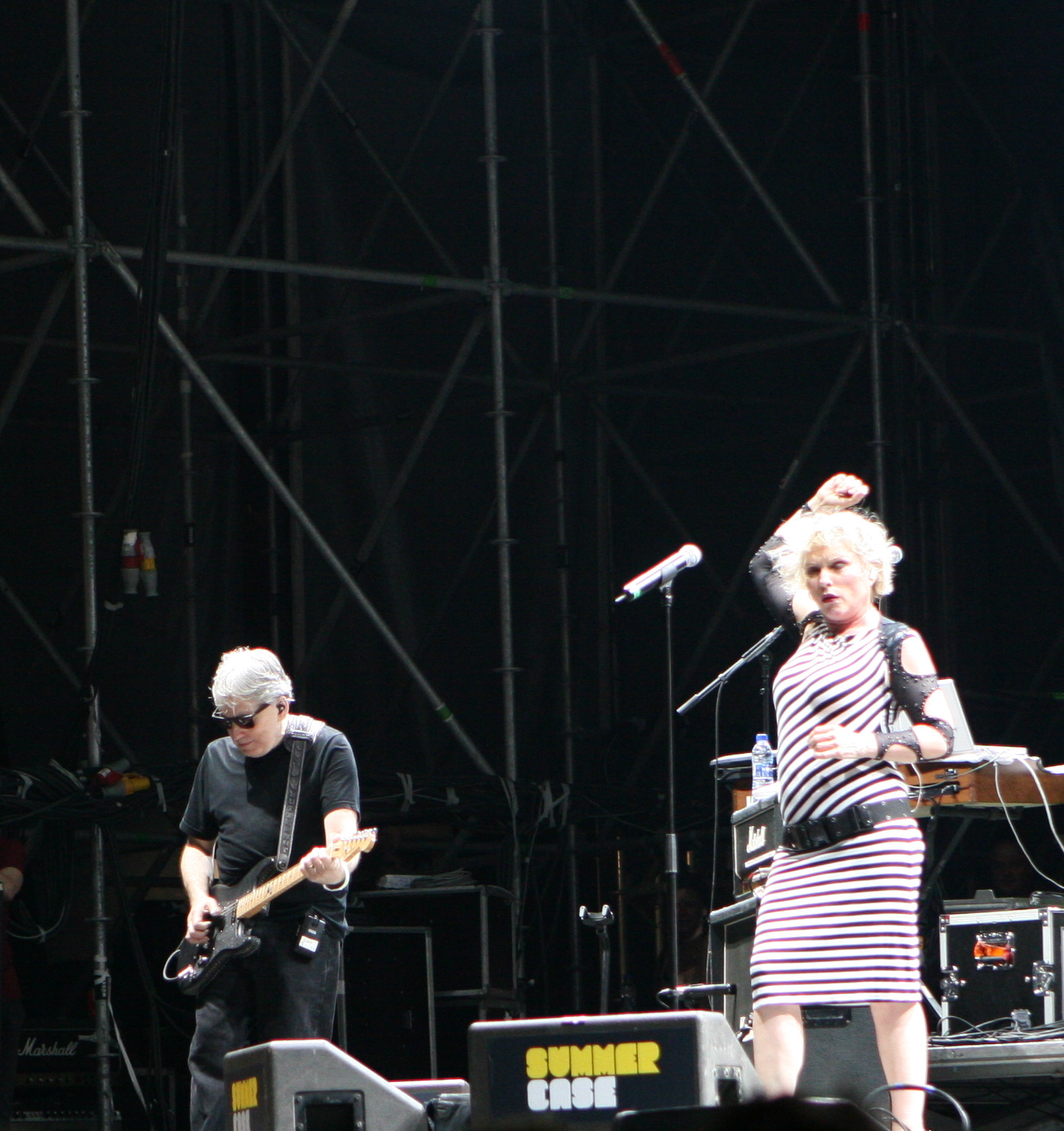
Blondie, uma das bandas pioneiras do New Wave.

Assim como o punk recebeu uma versão mais agressiva e mais extrema, o hardcore punk, ele recebeu também uma versão mais "açucarada" e mais comercialmente viável: a new wave.
Pode se dizer que a new wave é, na prática, um punk rock misturado com o synthpop, ou com o funk, disco, pop e glam rock e sem as letras críticas. As letras das bandas de new wave geralmente tratavam de coisas mais "bobas e alegres".
Bandas com estilo visual e musical diversificados se enquadram dentro do conceito "New Wave", de modo que, enquanto umas soavam mais pop, alegres, dançantes e coloridas, outras seguiam uma estética musical mais rock'n'roll, melancólica, dark e eletrônica (assim como o pós-punk), mas buscando sempre um certo "verniz" pop, de mais fácil digestão auditiva.
Uma das principais características do new wave foi o excesso de sintetizadores e teclados nas músicas (embora nem todas as bandas new wave adicionassem tais instrumentos).
Alguns dos principais nomes do new wave foram o The Cars,  Adam and the Ants, ABC, Elvis Costello, Devo, Duran Duran, Big Country, Ultravox, Tears for Fears, The Police, Culture Club, Talk Talk, Spandau Ballet, Japan, The B-52's, Soft Cell, Bow Wow Wow, XTC, Thomas Dolby, Oingo Boingo, The Buggles, Gary Numan, The Jam, Joe Jackson, The Pretenders, Talking Heads e o Blondie.
A new wave propiciou a ascensão de um pequeno grupo de bandas de power pop, regionais e principalmente nos Estados Unidos; dentre estas The Nerves, Shoes, The Rubinoos e 20/20.

### Pós-punk
Pós-punk (ou post-punk) refere-se a um dos fenômenos culturais que surgiram após o auge do punk em 1977. Apesar de característico da Inglaterra e Estados Unidos, é comumente definido como um movimento especificamente inglês. Sua influência sobre a música gerou pequenas cenas semelhantes em diversos outros países. De modo geral é interpretado como uma absorção da ética "faça-você-mesmo" (DIY ou do-it-yourself, em inglês) e do caráter visceral do punk, sendo ao mesmo tempo uma negação dos novos rumos que este começava a adquirir — por exemplo, a inflexibilidade do princípio de simplicidade, a absorção dos costumes pela indústria cultural, o aparecimento de "regras" de conduta punk, etc. Na Inglaterra o período é dividido em dois momentos: de 1977 a 1979 e de 1980 a 1983.
O pós-punk é com freqüência e equivocadamente referido como sinônimo para rock gótico ou como sinônimo de indie rock. Isto se deve porque o pós-punk criou estes gêneros quando seus artistas adicionaram influências livremente ao punk rock, como temas líricos, ultra-românticos, abstratos e obscuros. Trata-se da simplicidade e da atitude punk misturada com outros estilos da arte, como os conceitos e a mentalidade das vanguardas artísticas, do Romantismo, do Simbolismo, do Dadaísmo, do Surrealismo e da Contracultura que, assim como os punks, também usaram da rebeldia em suas respectivas épocas. Desta maneira, ao negar os padrões da música através do experimentalismo, criaram de fato uma música livre, sincera e conceitual.

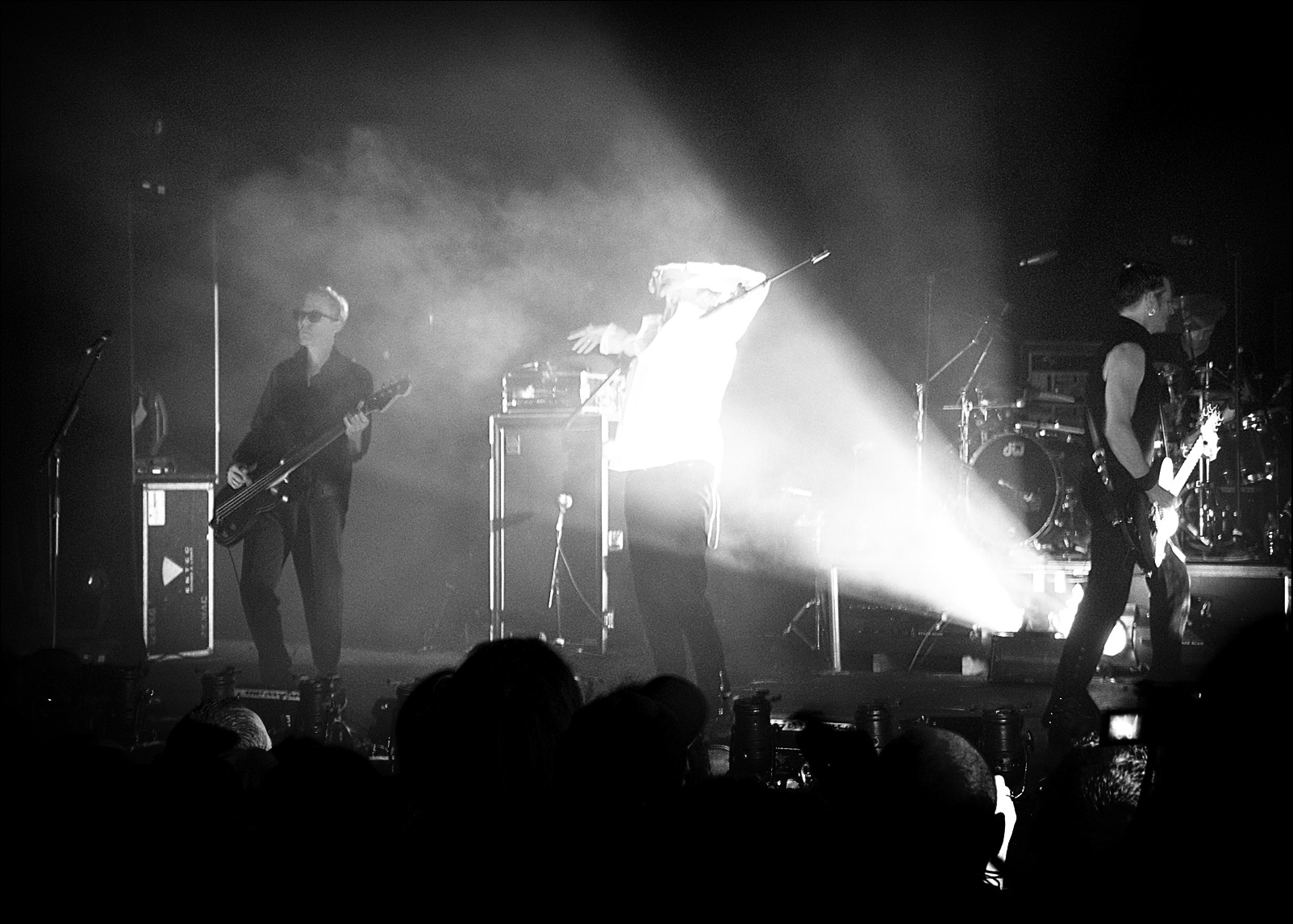
Bauhaus em um concerto em 2006.

Muitas vezes também se confunde o pós-punk com a new wave, embora seja mais adequado usar o termo "new wave" para as bandas da época com inclinações comerciais e influenciadas pela cultura pop, sendo o termo "pós-punk" para o lado mais alternativo e experimental desta.
O início do pós-punk inglês ocorre com a formação das bandas Magazine e Public Image Ltd entre o final de 1977 e o começo de 1978. A primeira liderada pelo ex-vocalista e compositor do Buzzcocks, Howard Devoto, e a segunda pelo ex-vocalista e compositor do Sex Pistols, Johnny Rotten (que a partir de então assumiu seu nome real John Lydon). Ambas foram fundadoras e favoritas do pós-punk inglês e com seus novos projetos assumiam deliberadamente uma postura de ruptura e aversão aos rumos comerciais e dogmáticos. Antes, a também veterana banda punk Wire já evidenciava estruturas mais complexas e melódicas em algumas faixas do seu disco de 1977, Pink Flag (que é tido até hoje como um clássico e um dos melhores álbuns da "primeira geração" punk). No disco de estréia do Public Image Ltd, First Issue, de 1978, John Lydon introduz algumas das principais características do pós-punk: o destaque em primeiro plano para o baixo, a bateria muitas vezes repetitiva e tribal, a guitarra como uma espécie de segunda voz (em vez do uso de riffs como base para o cantor) e as letras cheias de cinismo e existencialismo. O Magazine, com seu disco de estréia, também de 1978, Real Life, inaugura outras essenciais características do estilo ao usar sintetizadores para criar uma ambientação gélida e espaço vazio, cantar com uma voz ácida e construir melodias mais emotivas. Também o disco Entertainment! da banda Gang of Four, lançado em 1979, é considerado outro marco do gênero.
Nos Estados Unidos, uma tendência para uma música mais introspectiva, e, ao mesmo tempo, influenciada pelo "faça-você-mesmo" e a antitécnica, já era desenvolvida paralela ao punk. Dois grupos da primeira geração punk norte-americana, Television e Patti Smith, eram obviamente distintos dos seus companheiros Ramones e Blondie, e demonstravam os elementos, pelo menos conceituais, do pós-punk inglês. É também nos Estados Unidos que o grupo Rocket From the Tombs daria origem à banda punk Dead Boys e aos extremamente influentes sobre o pós-punk, Pere Ubu. O primeiro mini-disco do Pere Ubu, Datapanik In the Year Zero', de 1978, inaugura o interesse pelo surrealismo, a experiência com vocais bizarros e melodias ao mesmo tempo kitsch e extremamente enigmáticas. O disco de estréia, The Modern Dance, do mesmo ano, é um marco porque introduz o interesse pela experimentação de ruídos, colagens e efeitos sonoros nunca explorados pelo punk, além de substituir a poética objetiva pela abstração ambígua. O pós-punk americano, apesar de ser análogo ao inglês, não teve o mesmo significado.
O punk americano, no que diz respeito a relação com a sociedade, era superficial comparado à atitude niilista e negativa dos punks ingleses, desta forma não havia, para a maioria, grandes problemas com a explosão de bandas "simpáticas" e comerciais (os veteranos americanos do Blondie eram desde o começo representantes desta postura) e conseqüentemente não haveria uma "morte do punk" de onde o pós-punk surgiria. O pós-punk norte-americano se desenvolveu paralelamente ao punk, tendo suas bases numa longa tradição de músicos experimentais como Velvet Underground, Captain Beefheart, Frank Zappa e Yoko Ono, e não os destroços do punk.
Dos principais nomes do Pós-punk, podemos citar o Public Image Ltd., Magazine, The Mekons, The Fall, Wire, Killing Joke, Joy Division, New Order, The Sound, The Comsat Angels, The Cure, Felt, Bauhaus, Siouxsie & the Banshees, The Smiths, New Model Army, Gang of Four, The Psychedelic Furs, The Monochrome Set, Echo & the Bunnymen (inglesas) e os Big Black, Savage Republic, Wall of Voodoo, Swans, Pylon, Sonic Youth e Pere Ubu (americanos). Mas a banda mais famosa do movimento, e que se distanciou deste após seu terceiro disco de estúdio, foi a irlandesa U2.
A partir dos anos 80, uma série de mudanças culturais e fatos marcantes acabaram determinando a diluição do pós-punk em novos estilos.

### Década de 1990: pop punk

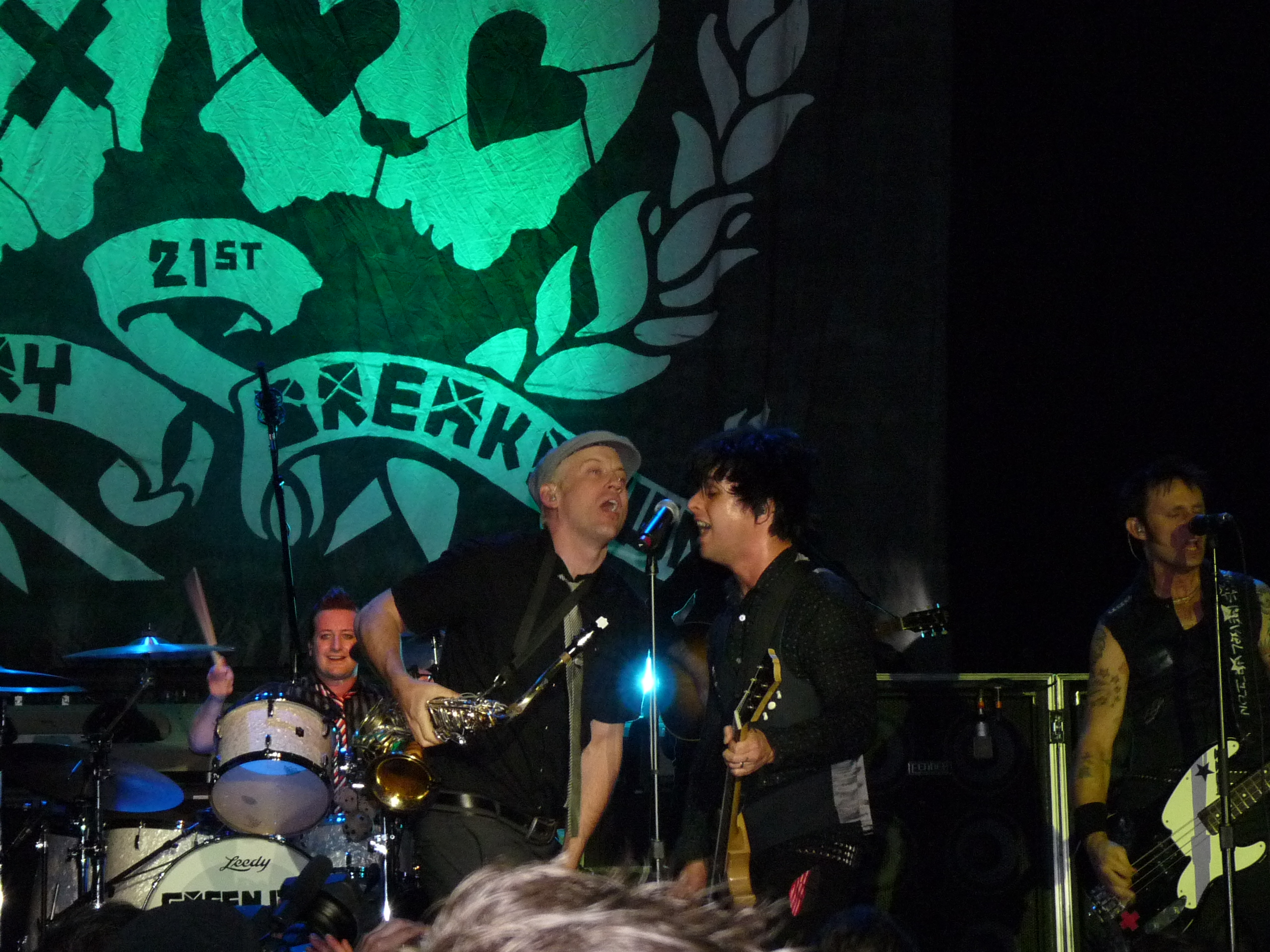
Green Day, uma das mais conhecidas e mais influentes bandas de pop punk dos anos 90.

O pop punk foi o principal responsável pelo sucesso e revivalismo do punk rock na década de 1990. As bandas da costa oeste americana tiveram incomparável sucesso comercial, tais como Green Day, The Offspring, Blink-182, e Sum 41.
A sonoridade do pop punk se caracteriza por uma batida de punk rock bem mais leve do que a original, contrabaixo com arranjo independente e guitarras em harmonia, com direito a solos curtos; porém seguindo regras musicais, campo harmônico, melodias agradáveis, entre outros. É um gênero muito polêmico.
As letras falam sobre namoro, decadência americana, país, governo, etc.
No visual do pop punk usa-se bastante calças folgadas, bermudas, camisas de malha, tênis, roupas da moda ou de marca, cabelo espetado ou careca, boné ou touca, piercings e tatuagens.
O sucesso comercial do estilo abriu várias portas para algumas bandas antigas de punk rock dos anos 1970 ou 1980 voltarem à atividade e foi um dos principais responsáveis pelo sucesso do estilo nessa época.
Na costa leste americana, principalmente nos estados de Nova Iorque, Nova Hampshire, Illinois, Geórgia, e até em estados do oeste como Wyoming e a própria Califórnia, jovens dissidentes do Hardcore da década de 1980 entravam também na onda do Pop Punk. Dentre elas, a banda de Hardcore chicagoense Screeching Weasel, sendo seu líder Ben Weasel e o ex-membro Dan Vapid dois dos maiores nomes do Pop Punk lestino americano.
Neste estilo destaca-se também o Bubblegum Punk, ascendido pela banda The Queers em 1990. Também uma banda dissidente do Hardcore da década de 1980, rebuscaram o estilo sonoro dos Ramones.

## O movimento punk no mundo

### Brasil

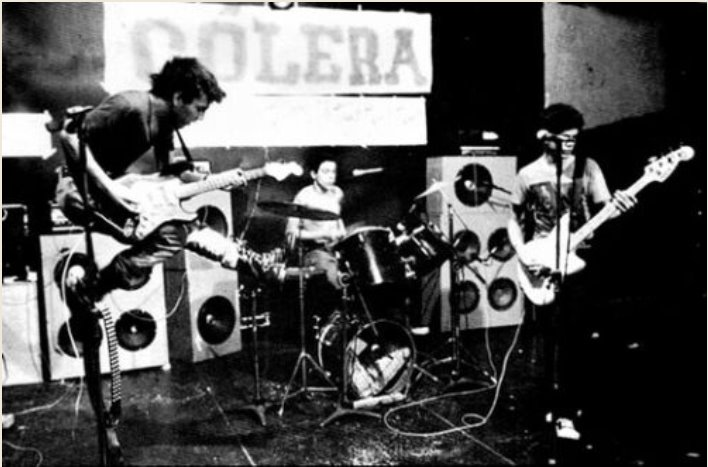
Cólera, uma das primeiras e mais importantes bandas punks do Brasil.

O movimento punk no Brasil surgiu no final da década de 1970. O precursor foi o guitarrista Douglas Viscaino, que fundou a banda Restos de Nada, primeira banda punk brasileira em meados de 1978. Na sequencia surgiram uma legião de bandas com o mesmo molde que juntas formaram o movimento punk. Entre elas as bandas: AI-5, Condutores de Cadáver, Cólera, banda liderada pelo músico Redson Pozzi na cidade de São Paulo, e o Aborto Elétrico em Brasília.
Desde 1976 e 1977, alguns roqueiros "mais antenados" já ouviam e tinham acesso aos discos dos Ramones, Sex Pistols, Clash e Stranglers, e também das bandas pré-punk como o MC5 e os Stooges. Porém foi só em 1978 que começaram a surgir bandas e gangues punks no Brasil. Os primeiros shows punks iriam ocorrer apenas em 1979.
Os jovens da cidade de Brasília, muitos dos quais eram filhos de diplomatas e de professores universitários, tiveram acesso ao material das bandas punk em primeira mão, e assistiram a shows no exterior, tendo contato com a cultura punk antes dos jovens das outras cidades do país. Na cidade de São Paulo, no final da década de 1970, havia duas lojas que os punks freqüentavam e nas quais compravam seus discos: a Wop Bop e a Punk Rock Discos (do Fábio, da banda Olho Seco, e no lugar onde mais tarde foi construída a Galeria do Rock). Como a maioria dos discos era importada e muito cara, era extremamente difícil conseguir material das bandas. Isso motivava a troca de materiais por meio de fitas cassete caseiras.
Um dos principais discos que influenciou o surgimento do punk rock no Brasil foi a coletânea da A Revista Pop Apresenta o Punk Rock, uma coletânea que continha 12 músicas de bandas como Sex Pistols, Ramones, Ultravox, London, Stinky Toys e outras. Os discos do Clash, dos Ramones e dos Sex Pistols também foram muito ouvidos, fora os discos do Stiff Little Fingers e do U.K. Subs, nos primórdios do movimento no Brasil. Nos anos 80, outras bandas como o Discharge, Exploited, Dead Kennedys e algumas bandas finlandesas como o Riistetyt e o Rattus ficaram bem populares e caíram no gosto da grande maioria dos punks brasileiros.
O primeiro disco de punk rock a ser gravado aqui foi a coletânea Grito Suburbano, que reunia três bandas: Cólera, Olho Seco e Inocentes. Eram também para ter participado da coletânea a banda Anarkólatras e o AI-5, mas devido a alguns problemas na gravação essas bandas acabaram "ficando de fora". A qualidade e a produção do disco é bem mediana, porém foi um disco corajoso, ousado e revolucionário para a época.
O primeiro disco punk de apenas uma banda, foi o EP Violência e Sobrevivência, do Lixomania. Hoje em dia, esse álbum pode ser encontrado em vinil por preços absurdos, variando de 100 até 700 reais.
Nos anos 1980 o punk explodiu no Brasil e surgiam inúmeras bandas em vários cantos do país, em Brasília, a Detrito Federal, tanto no Rio Grande do Sul com Os Replicantes e Pupilas Dilatadas, no Nordeste com a banda Homicídio Cultural e também em São Paulo, ABC e Rio de Janeiro, com as bandas Hino Mortal, Garotos Podres e Ulster (ABC), Ratos de Porão, Psykóze, Excomungados e Fogo Cruzado (São Paulo),  e no Rio de Janeiro Espermogramix.
Devido a grande violência e brigas geradas pelas gangues punks, os jornais, noticiários e a mídia em geral começou a ver o movimento e os punks com maus olhos, criando até mentiras que desmoralizaram o movimento. Isso fez com que a maior parte da população ter uma imagem errada dos punks, e também os policias e militares terem atitudes mais radicais com os punks e a repressão entre eles aumentou. Atualmente, devido uma série de ocorridos semelhantes, os punks andam sofrendo uma série de "pequenos preconceitos", por parte da grande parte da população e pelos jovens mais fechados.
O movimento punk no Brasil seguiu firme e forte, mesmo com todas as dificuldades, e foi crescendo, e hoje praticamente todas cidades brasileiras tem uma cena punk e o movimento brasileiro é considerado um dos maiores do mundo, com muitas bandas brasileiras indo tocar na Europa em festivais importantes.
A década de 90 foi de grande importância na cena punk Brasileira em Minas Gerais. Surgem bandas como: Consciência Suburbana, Anti-Sistema Repressor e etc. Sem contar com a banda Attack Epileptico, que foi a primeira banda de Grindcore no Brasil e em São Paulo novas bandas com uma cara nova para o punk brasileiro. Dentre essas bandas destacam-se nomes como Colisão Social, Autogestão, Herdeiros da Revolta, Fobia, Flicts, Menstruação Anarquica, todas formadas de 1995 para frente e juntamente com estas bandas outras bandas também se mantém firmes vindo dos anos 80 tais como DZK, Disritmia, a polêmica banda Excomungados e SubExistencia.

## Subgêneros do punk rock
- Anarco-punk: Punk rock com temáticas anarquistas radicais. As bandas levam a ideologia anaquista com seriedade e não só fazem músicas com esse tema, como também põe as atitudes em ação. É uma versão com mais formação, seriedade, e radicalismo do movimento punk.
- Crust punk: Também conhecido como Crustcore, se assemelha muito ao grindcore e diminui consideravelmente a influência das estruturas musicais do thrash metal, punk rock e hardcore punk. As letras das bandas de crust punk se assemelham muito com as do anarco-punk.
- Hardcore punk: Uma versão mais agressiva, mais rápida e mais crítica do punk rock. Começou nos EUA no final dos anos 1970.
- Raw punk: Originalmente Råpunk , é um termo usado para bandas suecas do início da década de 80, como Moderat Likvidation, Disarm, Anti-Cimex, Crude SS e etc. Uma das características do raw punk é a valorização do punk como cultura. Usam sempre um visual agressivo, com jaquetas de couro rebitadas, cabelos espetados e coloridos. O rawpunk surgiu no Brasil em 1996 com a banda Luta Armada. A cena rawpunk é muito grande no estado de São Paulo, e vai se estendendo pelo resto do brasil, estados como Rio Grande do Sul, Brasília e Pernambuco.
- Streetpunk/Oi!: O streetpunk toma forma como subgênero no punk ao evocar temas relacionados com o dia a dia da classe trabalhadora e com o quotidiano urbano, como a violência e o empobrecimento. O streetpunk marcaria, em termos gerais, distanciamento do punk "art school" (Escola de Artes), do experimentalismo e da new wave. Sua origem se dá com bandas como o Cock Sparrer, o Sham 69 e o Cockney Rejects e, sobretudo a partir da influência da segunda, skinheads começam a tomar bandas punks como referência. No entanto, estes skinheads nada ou pouco se parecem com aqueles que tiveram seu auge na Inglaterra no ano de 1969. No momento em que skinheads começam a criar suas próprias bandas, introduzem temáticas que são próprias, que vão de tatuagens, camaradagem e amizade a identidade de classe. Musicalmente, o Oi! também é influenciado pelo heavy metal e pelo hardcore.
- Grindcore. Um Punk Rock mais cru, mais sujo, mais podre. O gênero tem muita influência de Metal Extremo (Black, Thrash, Death). As letras vão de protesto, críticas, até o Gore.
- Powerviolence Um Punk Rock mais rápido, parecido um pouco com o Grindcore. As letras vão de Protesto, críticas, até um pouco de humor.
- Grunge: Movimento revolucionário dos anos 90, tendo como pioneiros a banda Nirvana. Com um estilo bem pesado em seus primeiros álbuns (Bleach), a banda caracterizava perfeitamente o Punk Rock das décadas de 70 e 80, lembrando muito bandas como The Clash e Sex Pistols.
- New wave: Uma resposta futurista, "açucarada" e mais comercialmente viável, incluindo influências da música eletrônica, disco e pop. Obteve grande sucesso na década de 1980.
- Pós-punk: Uma resposta mais intimista, experimental e alternativa. Teve seus primeiros expoentes no final dos anos 1970 e se diluiu em diversos estilos nos anos 1980.
- Pop punk: Uma versão mais "adolescente". Teve início no final dos anos 1980 na Califórnia e atingiu o sucesso nos anos 1990 com temas que falam sobre namoro, skates, garotas, colégio, bebidas e tudo que envolve os adolescentes americanos de classe média alta.
- Skate punk: É basicamente hardcore punk, porém com temáticas mais ligadas ao skate e outros esportes radicais.

Outros subgêneros
- Cowpunk: Mistura de música country com punk rock.
- Folk punk: É um estilo que combina elementos musicais e líricos do punk rock e da música folk.
- Horror punk: Punk rock com letras tratando sobre temas de horror e filmes B. Surgiu no fim dos anos 70 com a banda Misfits.
- Psychobilly: Mistura entre o punk rock dos anos 1970 e o rockabilly dos anos 1950 e letras com temas inspirados em filmes B, horror, zumbis, sexo, drogas, alucinações, mortos e pervessões.
- Ska punk: Mistura entre o ska e o punk rock.